# Вогнегуз південний
Вогнегуз південний (Stagonopleura oculata) — вид горобцеподібних птахів родини астрильдових (Estrildidae). Ендемік Австралії.

## Поширення
Вид поширений в лісах і прибережних заростях південно-західної частини Західної Австралії. Цей вид тісно пов'язаний з прибережною рослинністю, такою як ліс Eucalyptus marginatus з наявністю густого кущового підліску та розрізнених трав'янистих галявин

## Опис

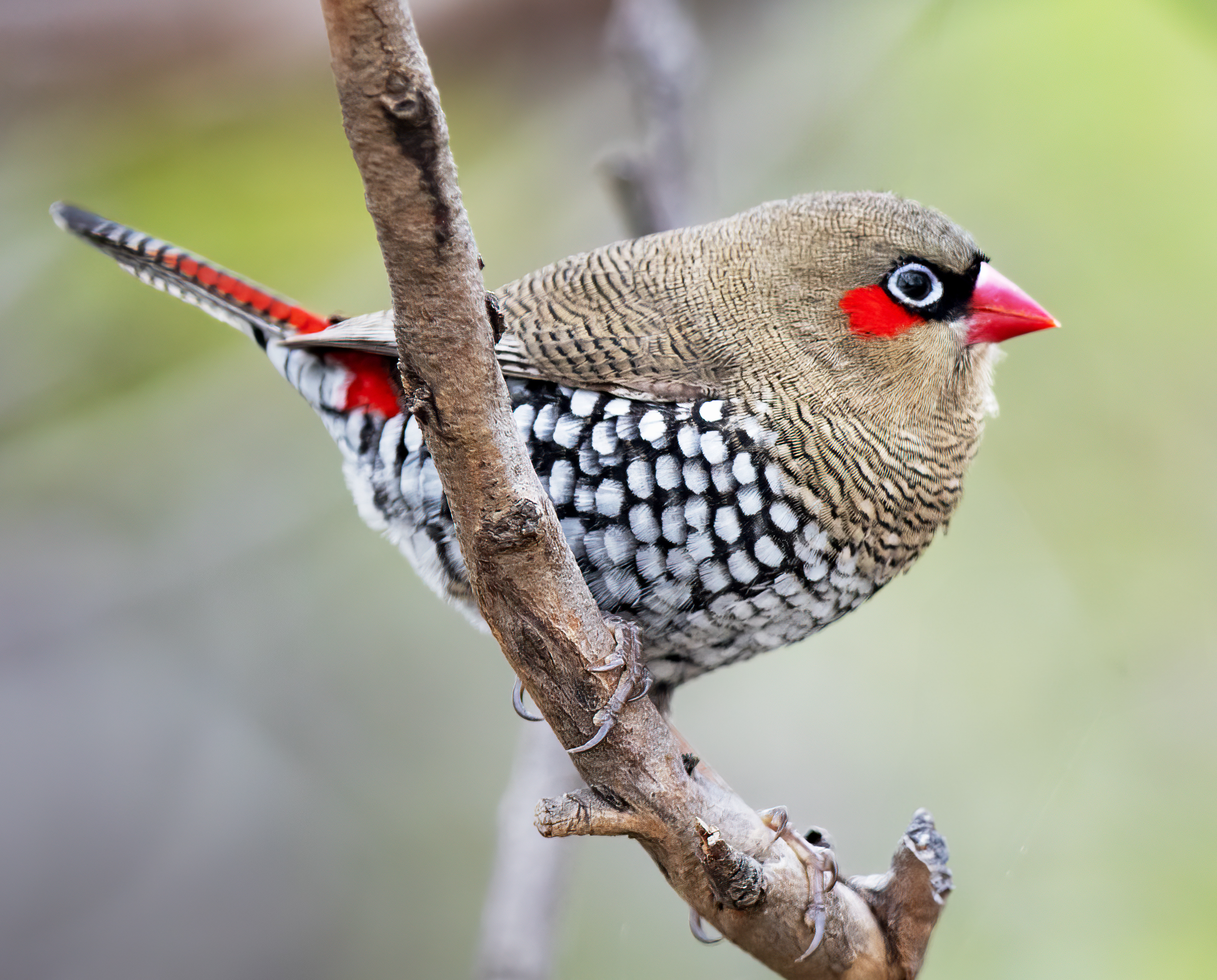
S. oculata, Західна Австралія

Птах завдовжки 12 см, включаючи хвіст, і вагою від 8 до 14 грамів. Забарвлення сіро-оливкове на голові, спині, крилах і хвості з наявністю коричневих смуг на цих трьох останніх частинах. Груди білі з чорними смугами, а пір'я на боках і череві білі з широким чорним краєм, що надає цим двом частинам характерний мозаїчний вигляд. Хвіст карміново-червоного кольору, як і червона пляма, розташована відразу за очима. З боків дзьоба, який є червоним, починається чорна смуга, яка досягає очей, темно-коричнева з наявністю блакитно-білого кола навколо очей, щоб утворити маску. Ноги м'ясисто-сіруватого кольору.

## Спосіб життя
Це птахи, що живуть невеликими сімейними групами, які більшу частину часу проводять серед кущів, досить рідко спускаючись на відкрите поле і ховаючись на нічний відпочинок у гущі деревної рослинності, у спеціально побудованих гніздах. Ці птахи ведуть осілий спосіб життя, однак молодь, як правило, здійснює невеликі переміщення в пошуках територій для колонізації приблизно на першому році життя. Зерноїдний птах, який харчується в основному насінням трав і казуарин. Раціон також може включати ягоди, фрукти та пагони, а в репродуктивний період також дрібних літаючих комах.
Сезон розмноження збігається з південною весною, і триває з серпня по листопад. Обидві статі співпрацюють у будівництві гнізда. Воно еліптичної форми, до 40 см діаметром, має довгий тунель і складається з травинок і листя. Розміщене на кінцевих гілках евкаліпта на висоті від восьми до тридцяти метрів над землею. Самиця відкладає 4—6 білих яєць, які обидві статі по черзі висиджують протягом приблизно двадцяти днів. За пташенятами доглядають обоє батьків впродовж приблизно двадцяти днів. Пташенята залишаються біля гнізда принаймні ще три тижні, повертаючись спати туди вночі, перш ніж остаточно відокремитись.